# Шодолер, Вернер

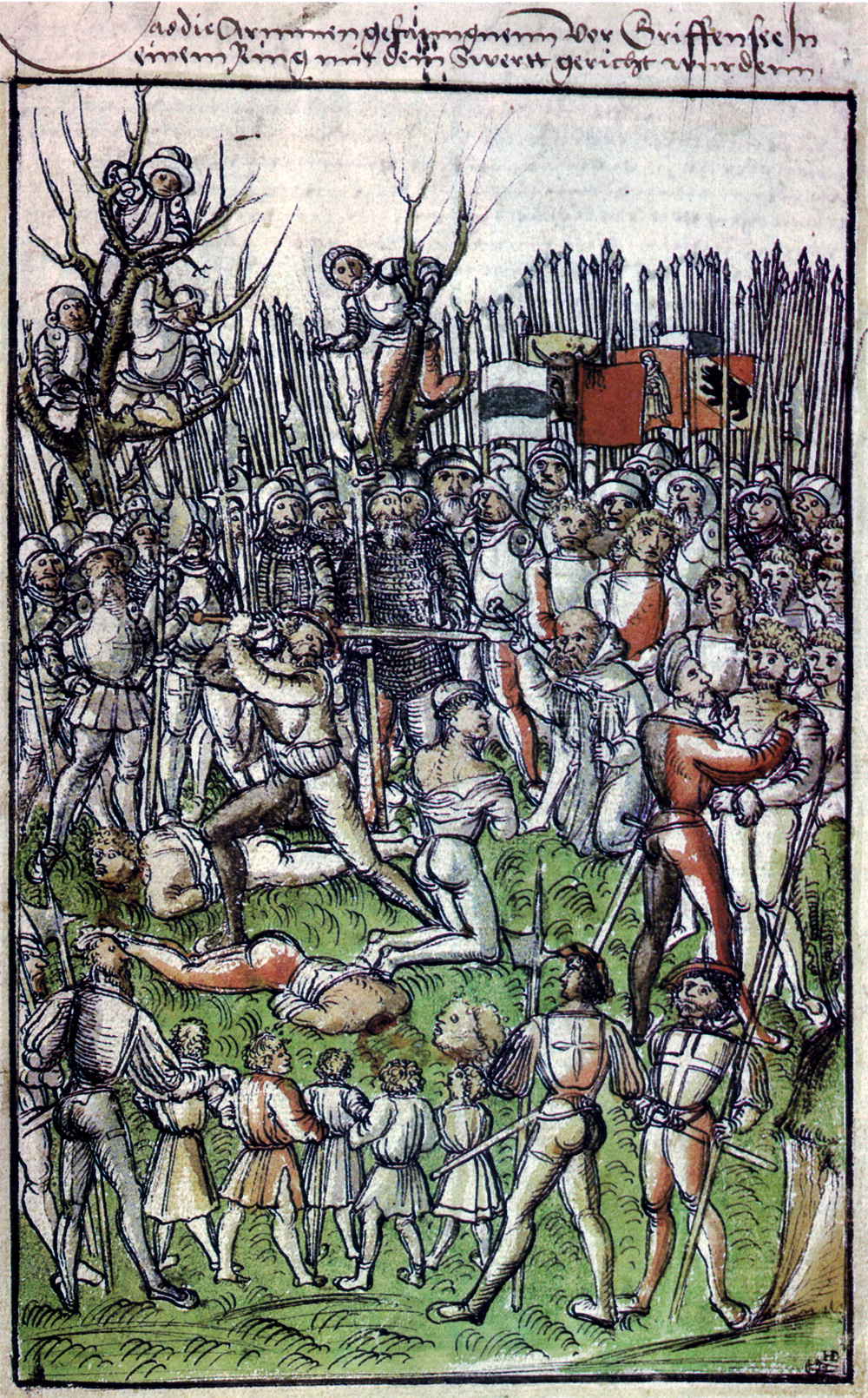
Казни в Грайфензее (1444). Илл. из хроники Вернера Шодолера

Вернер Шодолер, или Шоделер (нем. Werner Schodoler, или Wernher Schodoler; 1490, Бремгартен — 15 октября 1541, там же) — швейцарский историк, хронист, бургомистр Бремгартена, автор «Федеративной хроники», последней из известных швейцарских иллюстрированных хроник.

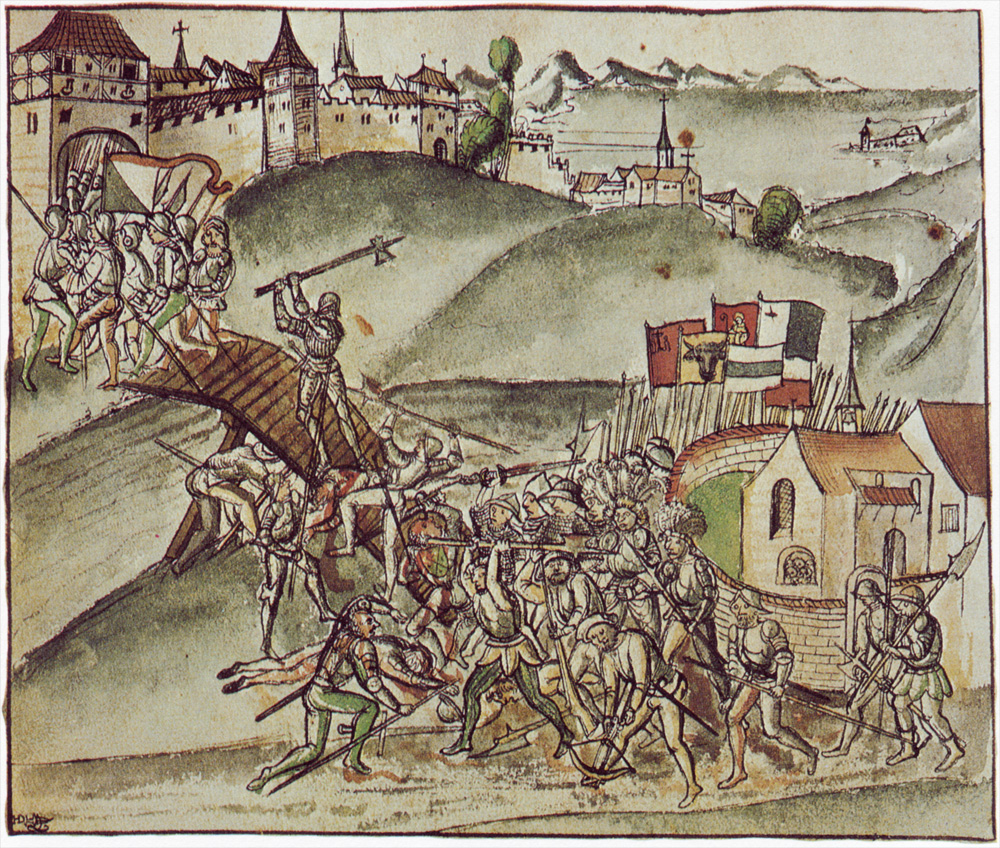
Подвиг бургомистра Цюриха Рудольфа Штусси в битве при Санкт-Якобе у Зиля (1443). Илл. из хроники Вернера Шодолера

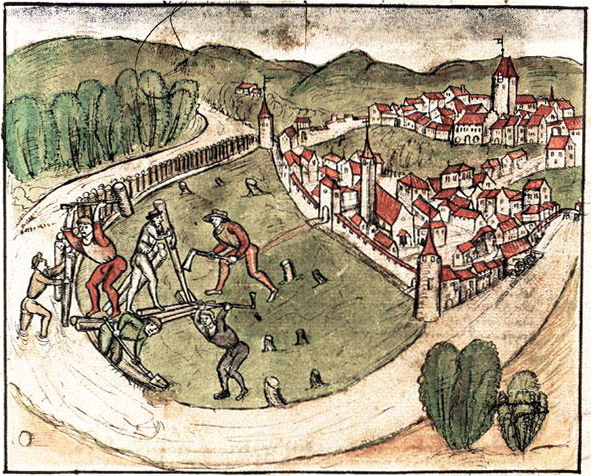
Строительство укреплений у Бремгартена во время Старой Цюрихской войны. Илл. из хроники Вернера Шодолера

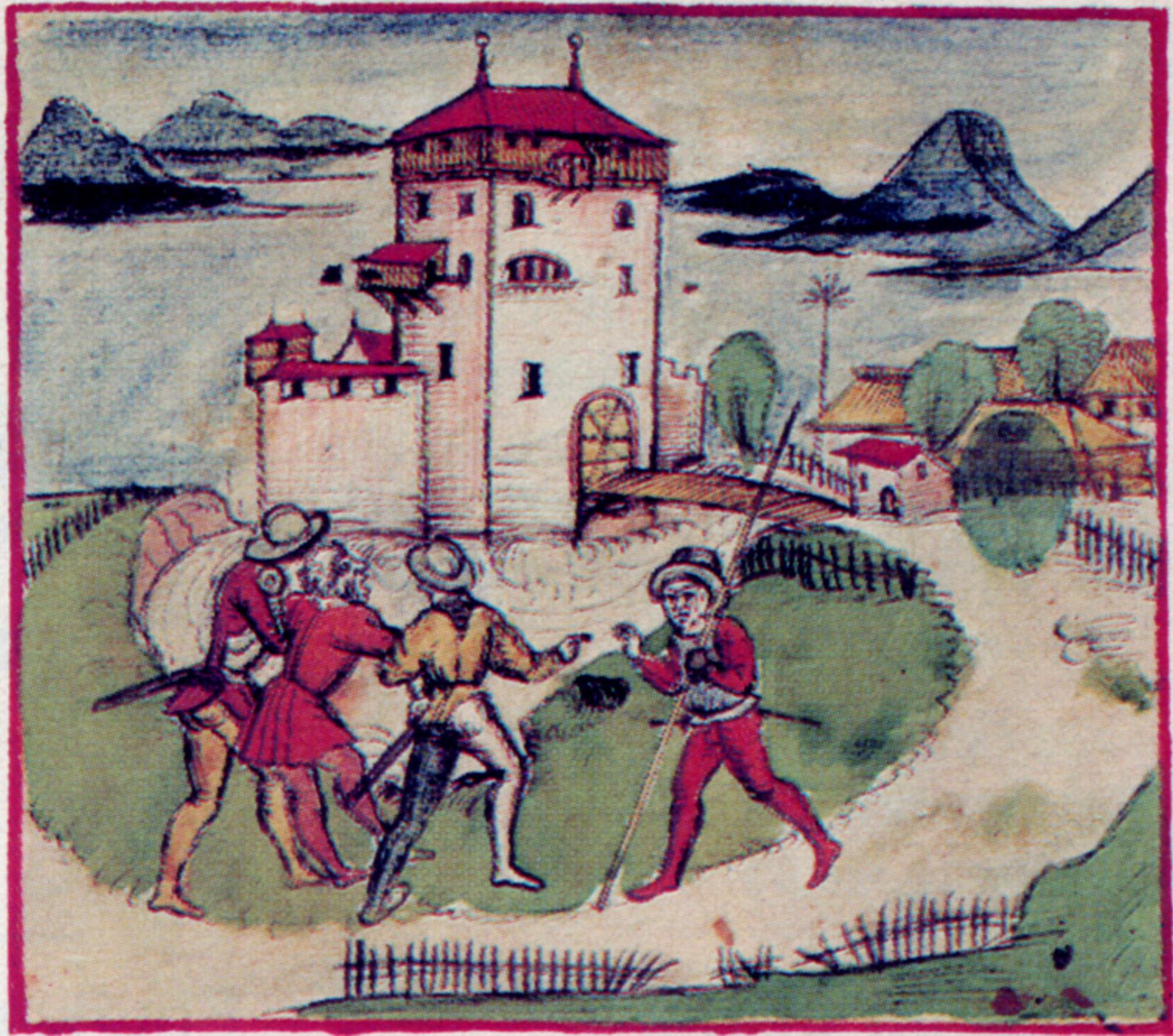
Укрепление цюрихцев в Пфеффиконе. Илл. из хроники Вернера Шодолера

## Биография
Родился в 1490 году в Бремгартене (кантон Аргау) в семье местного шультгейса Хейнриха Шодолера, предки которого известны там были с конца XIII века, и уроженки Цюриха Барбары Вирц.
Будучи старшим сыном в семье, в детстве посещал латинскую школу, но из-за ранней смерти родителей университетского образования так и не получил.
В 1503 году перебрался в Берн, где устроился писарем в городскую канцелярию, занимаясь самообразованием и познакомившись с местными историческими сочинениями, в том числе иллюстрированной хроникой Диболда Шиллинга Старшего.
В 1508 году вернулся в Бремгартен, где в возрасте 19 лет стал городским писарем, а затем членом городского совета, дослужившись к 1520 году до должности бургомистра. Совершал поездки в другие кантоны и соседние государства; в 1515 году, возможно, стал свидетелем битвы при Мариньяно.
В 1525 году во время Реформации остался приверженцем старой веры, взяв на себя роль посредника в религиозных спорах. В 1529 году был освобождён реформатами от должности, но в 1531 году, после второй каппельской войны, восстановлен в ней сторонниками католического лагеря.
Умер в Бремгартене от чумы 15 октября 1541 года.
В честь него позднее была названа аллея Шодолергассе (нем. Schodolergasse) в Бремгартене.

## Сочинения
Между 1510 и 1535 годами, возможно, около 1525 года, по собственной инициативе и по примеру предшественников (Бенедикта Чахтлана, Диболда Шиллинга Старшего, Петерманна Эттерлина и др.), составил на немецком языке «Федеративную хронику» (нем. Eidgenössische Chronik), которую опубликовал в 3-х томах за собственный счёт.
«Федеративная хроника», рукопись которой насчитывает 1470 страниц, проиллюстрирована 328 рисунками, часть из которых представляют собой красочные миниатюры, выполненные, вероятно, профессиональными мастерами, но с личным участием Шодолера; при этом рисунки в первом томе остались нераскрашенными. Некоторые из них Шодолер приписывает своему цюрихскому родственнику, информатору и возможному соавтору Генриху Вирцу. 
Хроника не всегда объективна в своих оценках, но содержит уже определённые элементы исторической критики. Помимо истории Швейцарского Союза и его крупнейших центров вроде Цюриха, Люцерна, Берна и др., подробно описывается многолетняя борьба швейцарцев с Габсбургами, в том числе битва при Земпахе (1386), Старая Цюрихская (1440—1446), Бургундские (1474—1477), Швабская (1499), Итальянские войны (1495—1526), а также Констанцский собор (1414—1417) и пр. Текст третьей части сочинения неожиданно обрывается заголовком главы, посвященной битве при Павии (1525). Кроме сочинений вышеперечисленных историков и местных хронистов, в качестве источников Шодолер, несомненно, пользовался архивными материалами, с которыми мог знакомиться во время своих официальных поездок и частных путешествий; некоторые события первой трети XVI века описаны им в качестве очевидца. 
После смерти Шодолера его хроника продолжена была его младшим сыном, Вернером Шодолером Младшим, занимавшим в 1572—1587 годах должность городского писаря Бремгартена, после своего старшего брата Мейнрада (1545—1570).
Три тома рукописи «Федеративной хроники» хранятся сегодня в разных местах: том 1-й — в библиотеке Леопольд-Софиен в Иберлингене, 2-й — в городском архиве в Бремгартене (содержит записи за 1436—1465 годы), 3-й — в кантональной библиотеке Аргау.
Первая часть хроники Шодолера по Бернской копии рукописи опубликована была в 1871 году Г. Штубером в 7-м томе «Вестника архива исторического объединения кантона Берн». Факсимильное 2-томное издание хроники вышло в 1980—1981 годах в Люцерне.

## Издания
- Die Eidgenössische Chronik des Wernher Schodoler. Faksimile-Verlag. — Band 1–2. — Luzern, 1980—1981.
- Franz Bächtiger et al. Die Eidgenössische Chronik des Wernher Schodoler um 1510 bis 1535. Kommentar zur Faksimile-Ausgabe der dreibändigen Handschrift MS 62 in der Leopold-Sophien-Bibliothek Überlingen, MS 2 im Stadtarchiv Bremgarten, MS BibI. Zurl. Fol. 18 in der Aargauischen Kantonsbibliothek Aarau. Hrsg. von Walther Benz. — Luzern, 1983.